# Ардашер Кавчин
Ардаша́р Кавчи́н — один из сподвижников Амира Темура (Тамерлана), впоследствии один из главных военачальников в его армии. Жил в XIV веке. Происходил из тюрко-монгольского племени кавчин, являясь потомком беков. Особенно известен как один из активных участников столкновений армии Тамерлана против армии Эмира Хусейна. Именно после победы над ним в апреле 1370 года, Ардашеру Кавчину был присвоен титул Амир-и-лашкар — Эмир армии.